# Pat Mastelotto
Lee Patrick Mastelotto (Chico, 10 settembre 1955) è un batterista statunitense noto principalmente per la sua militanza nei Mr. Mister e nei King Crimson.

## Carriera
Mastelotto comincia a suonare la batteria all'età di 10 anni; compie le sue prime esperienze in alcune band locali durante il periodo del liceo. Successivamente comincia a lavorare come turnista nell'area di Los Angeles, suonando per Scandal, Al Jarreau, The Pointer Sisters, Patti LaBelle, Kenny Loggins e Martika.
Nel 1982 fonda la band Mr. Mister insieme a Richard Page e Steve George dei Pages. Il gruppo raggiunge il primo posto in classifica con i singoli Broken Wings e Kyrie provenienti dall'album Welcome to the Real World, prima di sciogliersi a causa di alcuni contrasti interni nel 1990.
Continua a suonare come turnista per XTC, The Sugarcubes, Hall & Oates, Cock Robin, Eddie Money, Tina Arena, Hector Zazou, Matthew Sweet, Robyn Hitchcock, The Rembrandts, Kim Mitchell, Björk e altri.
Nel 1993 Mastelotto si propone a Robert Fripp per la sua tournée con David Sylvian. Dopo quest'esperienza Fripp gli propone di entrare nei nuovi King Crimson. Le sfide tecniche che il gruppo gli propone hanno fatto aumentare notevolmente le sue capacità tanto da farlo considerare un virtuoso della batteria, grazie anche alla collaborazione, durata due anni, con Bill Bruford.
Parallelamente ai King Crimson, si è concentrato anche su progetti sperimentali (Mastica, ProjeKct X, BPM&M, TU, KTU) spesso a fianco di Trey Gunn. Ha anche pubblicato un disco di sole percussioni con Terry Bozzio.
Nel 2015 ha iniziato un nuovo progetto chiamato O.R.k. insieme a Lorenzo Esposito Fornasari (Berserk!, Obake), Carmelo Pipitone (Marta sui Tubi) e Colin Edwin (Porcupine Tree). Il loro album di debutto, uscito in pre-order il primo luglio, si intitola Inflamed Rides.